# رودريغو مونيوز
رودريغو مارتين مونيوز سالومون (بالإسبانية: Rodrigo Martín Muñoz Salomón) (و.22 يناير 1982) هو لاعب كرة قدم أوروغواياني في مركز حارس مرمى.

## روابط خارجية
- رودريغو مونيوز على موقع قاعدة بيانات كرة القدم.إي يو (الإنجليزية)
- رودريغو مونيوز على موقع Soccerway.com (الإنجليزية)
- رودريغو مونيوز على موقع AS.com (الإسبانية)